# Ciclismo nos Jogos Pan-Americanos de 1959
As competições de ciclismo nos Jogos Pan-Americanos de 1959 foram realizadas em Chicago, Estados Unidos. Esta foi a terceira edição do esporte nos Jogos Pan-Americanos, tendo sido disputada apenas por homens.

## Masculino

### Corrida individual 1.000 m (Pista)
| POSIÇÃO | CICLISTA             |
| ------- | -------------------- |
|         | Juan Canto (ARG)     |
|         | Jack Disney (USA)    |
|         | Carlos Vásquez (ARG) |

### Contra o relógio individual 1.000 m (Pista)
| POSIÇÃO | CICLISTA              |
| ------- | --------------------- |
|         | Anesio Argenton (BRA) |
|         | David Staub (USA)     |
|         | Ricardo Senn (ARG)    |

### Perseguição por equipes de 4.000 m (Pista)
| POSIÇÃO | CICLISTA       |
| ------- | -------------- |
|         | Estados Unidos |
|         | Uruguai        |
|         | Argentina      |

### Corrida individual (Estrada)
| POSIÇÃO | CICLISTA               |
| ------- | ---------------------- |
|         | Ricardo Senn (ARG)     |
|         | Francisco Lozano (MEX) |
|         | René Deceja (URU)      |

### Corrida por equipes (Estrada)
| POSIÇÃO | CICLISTA  |
| ------- | --------- |
|         | Argentina |
|         | México    |
|         | Uruguai   |

## Quadro de medalhas
| Ordem | País               | Medalha de ouro | Medalha de prata | Medalha de bronze |    |
| ----- | ------------------ | --------------- | ---------------- | ----------------- | -- |
| 1     | ARG Argentina      | 3               |                  | 3                 | 6  |
| 2     | USA Estados Unidos | 1               | 2                |                   | 3  |
| 3     | BRA Brasil         | 1               |                  |                   | 1  |
| 4     | MEX México         |                 | 2                |                   | 2  |
| 5     | URU Uruguai        |                 | 1                | 2                 | 3  |
| TOTAL | TOTAL              | 5               | 5                | 5                 | 15 |